# Sonnet 9

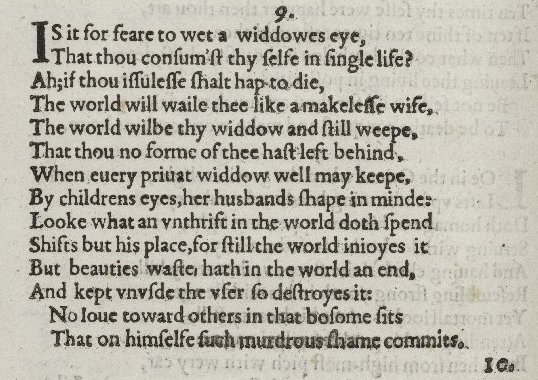

Sonnet 9 o Is it for fear to wet a widow's eye è il nono dei Sonnets di William Shakespeare.
Is it for fear to wet a widow's eye

That thou consumest thyself in single life?

Ah! if thou issueless shalt hap to die.

The world will wail thee, like a makeless wife;

The world will be thy widow and still weep

That thou no form of thee hast left behind,

When every private widow well may keep

By children's eyes her husband's shape in mind.

Look, what an unthrift in the world doth spend

Shifts but his place, for still the world enjoys it;

But beauty's waste hath in the world an end,

And kept unused, the user so destroys it.

No love toward others in that bosom sits
That on himself such murderous shame commits.

## Analisi del sonetto
Nei primi due versi del sonetto, Shakespeare si rivolge al "Fair youth", chiedendogli se è per paura di far soffrire e piangere la propria vedova che non si decide a sposarsi. Successivamente, nell'arco delle quartine, il poeta espone i punti a sostegno della tesi del matrimonio, spiegando che morendo senza prole, il mondo intero lo dovrà piangere, lamentando che egli non abbia lasciato dietro di sé la propria immagine, rappresentata appunto dai figli stessi, che potrà essere conservata nella memoria di tutti. A differenza, continua Shakespeare, del denaro sprecato da uno scialacquatore, che anche dopo la sua morte continua a circolare nelle mani delle persone, la bellezza finisce con la morte della persona, e se essa viene sprecata (se non viene utilizzata per lasciare dei discendenti) di lei non rimane traccia.
Il distico finale costituisce una sorta di rimprovero, in cui il poeta afferma che chi commette il crimine di privare il mondo della propria immagine è una persona che non prova amore per gli altri.

## Riferimenti nella cultura di massa
- Nella canzone "Come cover me", della band metal finlandese Nightwish, c'è un riferimento a questo sonetto nel primo verso del testo, che recita "come wet a widow's eye".[1]